# Alhambra
Alhambra (doslovně Slunečná cihla, v arabštině الحمراء [Al Ħamrā']) je středověký komplex paláců a pevností maurských panovníků Granady. Nachází se na území jižního Španělska (v době výstavby známé jako Al-Andalus). Zaujímá prostor kopcovité terasy na jihovýchodní hranici města Granady.

## Celkový pohled
Plošina, která měří přibližně 740 m do délky a 205 m v nejširší části, zabírá asi 142 000 m². Je obehnána opevněnou zdí, jež je lemována třinácti věžemi. Řeka Darro, vyvěrající z hluboké prolákliny na severu, odděluje území granadského Albayzínu; údolí Assabica obsahující park Alhambra je situováno západně a jižně a taktéž, mimo toto údolí, téměř paralelně s vyvýšeninou Monte Mauror. Toto údolí je hraničním prvkem oblasti Antequeruela.

## Historie

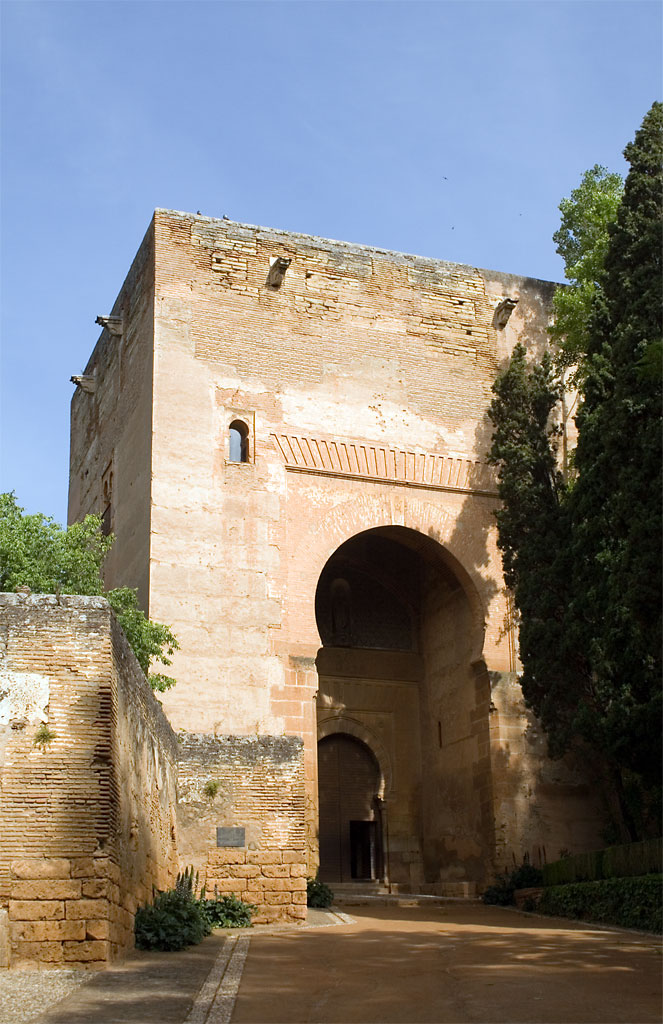
Věž spravedlnosti (Torre de la Justicia), původní vchod postaven Jusufem I. 1348

Název Alhambra, v arabštině znamenající červená, je pravděpodobně odvozen od sluncem vypálených cihel, vyrobených z kvalitního štěrku a jílu, ze kterých jsou vyrobeny vnější zdi. Někteří z povolaných však zastávají názor, že má připomínat červenou záři pochodní, jejíchž září byly práce na stavbě stavby provázeny po mnoho nocí. Jiní zase připomínají souvislost se jménem zakladatele Muhammada I., známého jako Ibn al-Ahmar, další zase odvozují název z arabského Dar al Amra – Dům pána. Palác se stavěl především v letech 1284 až 1354, za vlády Al Ahmara a jeho nástupců. Bohužel jména hlavních podílejících se umělců jsou neznámá nebo zpochybnitelná.
Nádherné arabesky vnitřní výzdoby jsou připisovány mimo jiné vládcům Júsufovi I a Muhammadu V. Poté, co křesťané získali v roce 1492 nadvládu nad městem, začali Alhambru upravovat. Zachovalé dílo bylo zavápněno, kresby a pozlacení odstraněno, nábytek znehodnocen, rozbit nebo odstraněn. Karel V (1516–1556) přestavěl část paláce v renesančním stylu a aby uvolnil prostor renesanční přestavbě, která nikdy nebyla dokončena, zničil větší část zimního paláce. Filip V. (1700–1746) prostory „poitalštil“ a dokončil palác přesně v místech, která se nazývala Maurskou stavbou. Přišel s rozdělením stavby, které zapříčinilo znepřístupnění velkých obytných prostor. V následujících stoletích pod nadvládou španělských králů bylo maurské umění nadále znehodnocováno. V roce 1812, za vlastnictví hraběte Sebastianiho, byly některé věže vyhozeny do povětří, zatímco pro celé budovy čekal stejný osud později – Napoleon se snažil vyhodit do povětří celý komplex; ještě před tím, než byl jeho úmysl realizován, zmrzačený voják potajmu plán svého velitele překazil znehodnocením výbušnin a zachránil tak Alhambru pro příští generace.
V roce 1821 zemětřesení způsobilo další škody. Restaurátorské práce začaly v roce 1828 pod vedením architekta José Contrerase za finanční podpory Ferdinanda VII. Po smrti Contrerase v roce 1847 práce úspěšně pokračovaly za jeho syna Rafaela († 1890) a vnuka Mariana.

## Místopis

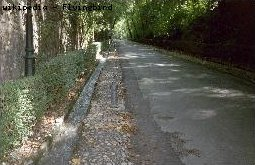
Cesta k Alhambře

Umístění v krajině můžeme nazvat jako jedno z výjimečných krás přírody. Náhorní plošina sama o sobě diktuje široký rozhled na město a planiny Granady východním a jižním směrem. Maurští básníci Alhambru přirovnávají k „perle vsazené do smaragdu“ v narážce na barvy budov a lesy kolem. Park (Alameda de la Alhambra), na jaře překypující bujnou flórou a trávami, pomerančovníky a myrtami. Nejcharakterističtějším rysem parku však je husté osázení jilmem štíhlým, které upřednostnil v roce 1812 vévoda z Wellingtonu. Park je opěvován pro zpěv slavíků a proudící vody tryskající z několika fontán a kaskád. Ty jsou napájeny vodou z přivaděče 8 km dlouhého z řeky Daro od kláštera Jesus del Valle stojícího nad Granadou.
Navzdory dlouhému období zanedbávání, úmyslného vandalismu a často chybnému restaurování, kterým Alhambra prošla, zůstává stále nejkrásnějším příkladem maurského umění vrcholné evropské fáze. Oproštěna od přímého byzantského vlivu, který můžeme najít na kordóbské katedrále Mezquita, je komplexnější a fantastičtější než Giralda v Seville. Většina budov paláců má čtvercové půdorysy, se všemi místnostmi obrácenými do centrálního nádvoří. Celek dosáhl svých nynějších rozměrů jednoduše postupným přidáváním nových čtvercových půdorysů vyprojektovaných na stejném principu. Půdorysně se však liší rozměrem a jsou navzájem propojeny menšími místnostmi a průchody. Vnější vzhled je však strohý a prostý, jakoby tímto architekt zamýšlel zvýšit kontrast vůči interiéru. Tam je palác nedostižně nádherný ve svém detailu mramorových sloupů a arkád, stejně jako patinovaných stropů a jakoby zahalené průsvitnosti nezměrné štukatérské práce. Slunce a vítr má volný přístup a tak celý efekt má nádech lehkosti a ladnosti. Modrá, červená, a zlatavě žlutá jsou působením času poněkud znevýrazněny, avšak stále působivé.
Ve výzdobě můžeme najít typický arabský styl, přísný a tradiční vzor listů a geometrické zdobení zpracované v arabesky až neuvěřitelné spletitosti a důvtipu. Malované plochy jsou převážně použity jako obklad stěn.

## Průvodce Alhambrou

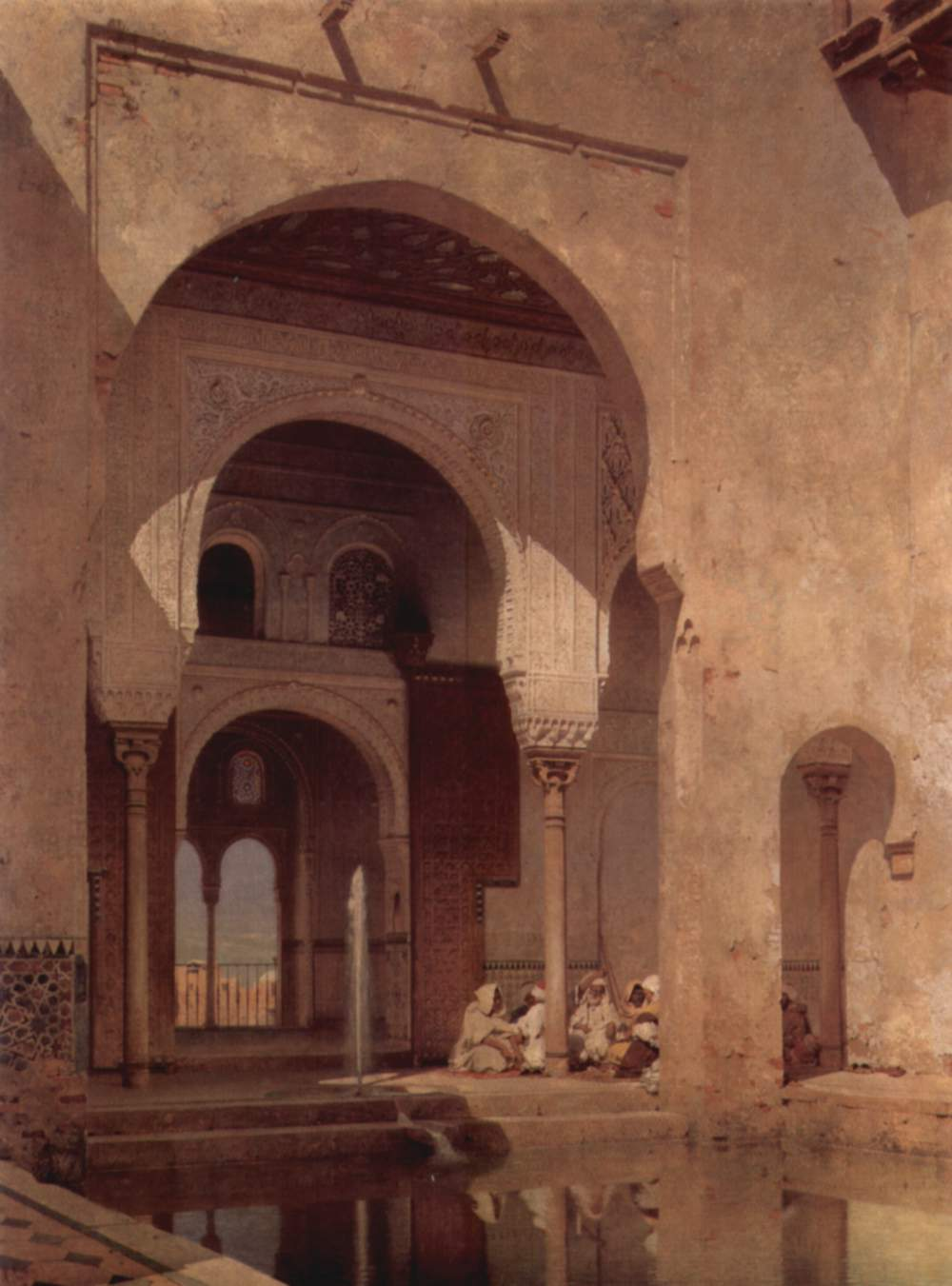
Alhambra, Adolf Seel, 1886

Maurská část Alhambry připomíná mnoho středověkých křesťanských pevností svým rozdělením na tři základní části – hrad, palác a obytné přístavky pro poddané. Alcazaba – pevnost a nejstarší část – byla postavena na izolovaném a strmém výběžku, jež dělí náhorní plošinu na severozápadě, zbyly z ní však pouze masivní vnější stěny, věže a hradby. Na počest španělského dobytí Granady 2. ledna 1492 byla na jedné z vížek poprvé vyvěšena zástava Ferdinanda a Isabely. Střelecká věž s obrovským zvonem byla dostavěna v 18. století a zrekonstruována po poničení zásahem blesku v roce 1881. Za Alcazabou se nachází palác maurských králů, Alhambra; za touto stavbou se dál nachází Alhambra Alta (hořejší Alhambra), původně obývaná dvořany a panstvem.
Přístup směrem z města do parku Alhambry je umožněn díky Puerta de las Granadas (brána granátových jablek), což je masívní vítězný oblouk z 15. století. Strmý svah vede podél sloupu Karla V., fontány postavené v roce 1554, až k hlavnímu vchodu do Alhambry. Tím je Puerta Judiciaria (brána soudu), podkovovitá pasáž a tyčící se věž náměstí používaného Maury jako neoficiální soudní dvůr. [zdroj?] Nad vchodem je vytesána ruka s nataženými prsty jako talisman proti oku zla. [zdroj?] Klíč, symbol autority, zaujímá odpovídající místo uvnitř podloubí. Úzká pasáž vedoucí dovnitř Plaza de los Aljibes (Místo nádrží), širokého otevřeného prostoru, který odděluje Alcazabu od Maurského paláce. Vlevo od průchodu vystupuje věž Torre del Vino (Věž vína) postavená v roce 1345 a používaná v 16. století jako sklepní prostor. Napravo je palác Karla V., střídmě vypadající, avšak majestátní renesanční budova, poněkud narušující harmonii okolí svou nadměrnou velikostí. Extrémně komplikované a detailní provedení výzdoby maurské Alhambry stojí v příkrém kontrastu ke Karlovu paláci, který tvoří bílé stěny bez rušivých elementů. Mnohé z autorit architektury jsou tudíž znechuceny preferováním jednoduchého renesančního stylu Karla V., který podle nich znehodnocuje celou architektonickou velikost Alhambry. Stavba Karlova paláce začala v roce 1526 a skončila v roce 1650.
Současný vstup do Maurského paláce (Palacio Arabe, nebo Casa Real) je malými dveřmi, které dál vedou na Patio de los Arrayanes (Myrtový dvorec), nazývaný též Patio de la Alberca (Dvorec požehnání nebo Dvorec jezírka), což pochází z arabského birka = bazén. Tento dvorec je 42 m dlouhý a 22 m široký. Uprostřed je velká nádrž s mramorovým obložením, plná zlatých rybek a obklopená myrtami. Jsou tu galerie na severní a jižní straně. Jižní je 7 m vysoká a je podpíraná mramorovou kolonádou. Pod ní, napravo, býval hlavní vchod, nad ní jsou tři elegantní okna s oblouky a miniaturním sloupovím. Z tohoto nádvoří jsou vidět na severu nad střechy vystupující stěny Torre de Comares, odrážející svůj obraz v jezírku.

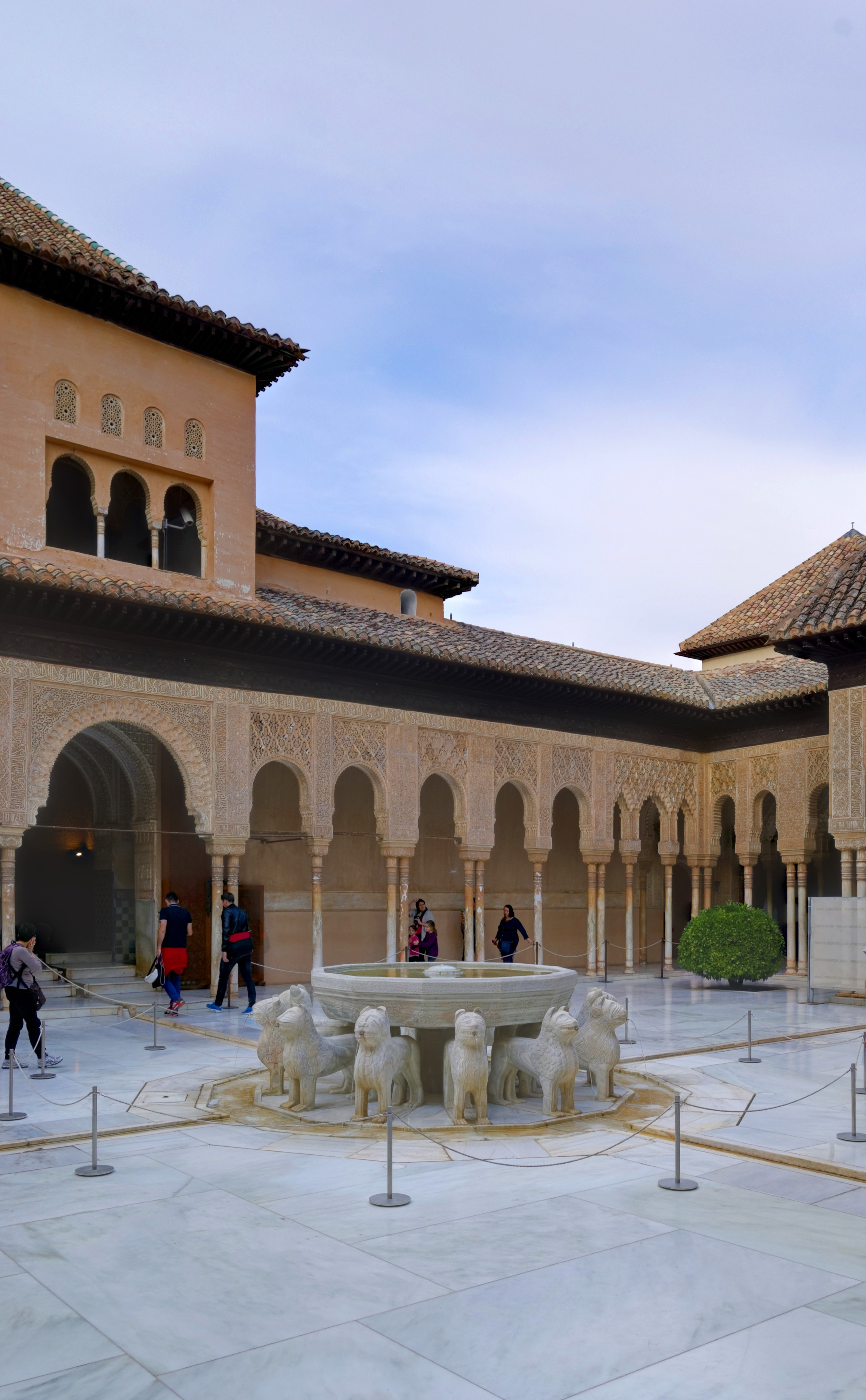
Lví nádvoří

Salón de los Embajadores (Síň vyslanců) je největším v Alhambře a zaujímá místo celé Torre de Comares. Je to čtvercová místnost, se stěnami 12 m dlouhými, zatímco střed dómu je 23 m vysoký. Sloužila jako velká přijímací místnost, trůn sultána byl umístěn naproti vchodu. V této místnosti Kryštof Kolumbus přijímal podporu Isabely a Ferdinanda k cestě do nového světa. Dlaždice jsou skoro všude do výšky 1,2m a barevně se pravidelně střídají. Nad nimi je série oválných medailonů s nápisy protkanými květinami a listy. Je tu devět oken, po třech na každém z průčelí, a strop, který je pozoruhodně členěn vykládanou kompozicí z bílých, modrých a zlatých tvarů kruhů, korun a hvězd. Stěny jsou pokryty různými štukami velice jemného vzoru.
Věhlasné Patio de los Leones (Lví dvůr) je protáhlé 35 m do délky a 20 m do šíře, obklopené nízkým ochozem na 124 bílých mramorových sloupech. Pavilón je extrémně protažený do nádvoří, s rafinovanými stěnami a lehce kopulovitou střechou, propracovaně pokrytou ornamenty. Nádvoří je dlážděno barevnými dlaždicemi a podloubí postaveno z bílého mramoru. Také stěny jsou pokryty až do půl druhého metru nad zemí dlaždicemi modré a žluté barvy s dolní a horní linkou ze zlatého a modrého smaltu. Sloupy podpírající střechu a galerii jsou nepravidelně rozmístěny s efektem uměleckého výhledu. Pilíře, oblouky a sloupoví jsou vyzdobeny rozmanitou škálou dekorativního listoví a jiných prvků. Na každém z oblouků je velká čtvercová plocha arabesek, nad pilíři je další plocha filigránské práce. V centru nádvoří se nachází Lví fontána, unikátní alabastrová mísa podpíraná nepříliš detailně vypracovanými skulpturami dvanácti lvů z bílého mramoru. Dvanáct lvů sloužilo jako forma časomíry, kdy voda proudila každou hodinu z jiného lva. [zdroj?] Křesťané po opětovném dobytí hodiny rozebrali, aby zjistili, jak fungují, ty však od té doby přestaly pracovat úplně.
Sala de los Abencerrajes (Síň Abencerrajů) odvozuje název z legendy, podle které Boabdil, poslední král Granady, pozval vrchní představitele zmiňované skupiny na banket a nechal je pak na tom místě povraždit. Tato místnost je dokonalé náměstíčko s vysokými kopulemi a zamřížovanými okny jako základna. Střecha je znamenitě zdobena modrou, hnědou, červenou a zlatou barvou. Naproti tomuto sálu se nachází Sala de las dos Hermanas (Sál dvou sester), jež svůj název odvozuje ze dvou mramorových dlaždic, jež jsou součástí dláždění. Uprostřed sálu je fontána a střecha – voštinová kopule s drobnými obrazci. Každý z obrazců je jiný a říká se že je jich na 5000 – což je skvělý příklad maurské stalaktitové klenby.

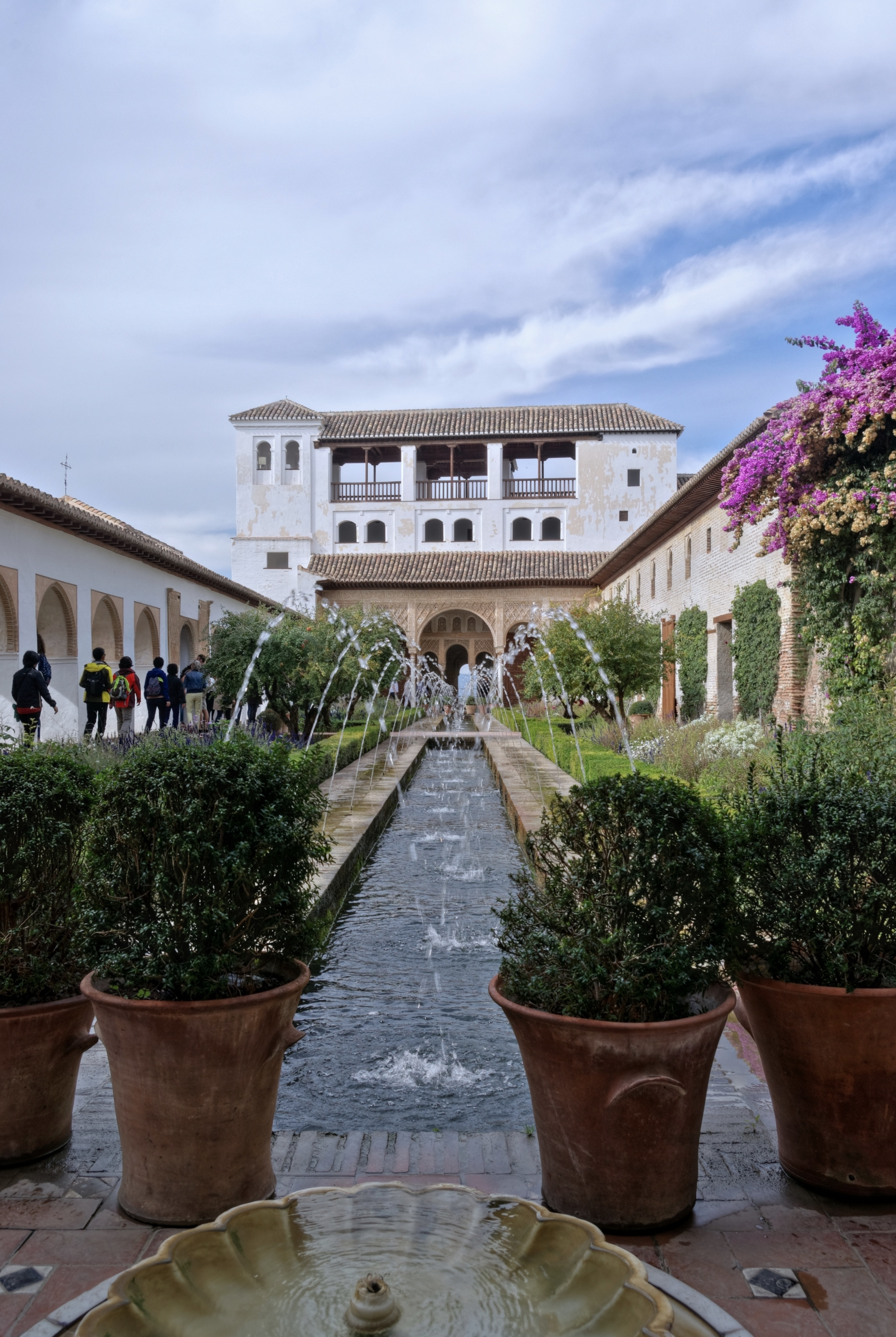
'Palacio de Generalife.

Mezi jiné divy Alhambry patří Sala de la Justicia (Síň spravedlnosti), Patio del Mexuar (Nádvoří koncilu), Patio de Daraxa (Nádvoří vestibulu) a Peinador de la Reina (královnina převlékárna), v nichž můžeme pozorovat tutéž architekturu a elegantní výzdobu. Palác a Horní Alhambra rovněž obsahuje lázně, množství ložnic a letních zahrad, klidné galerie a labyrint stejně jako klenuté kobky.
Původní nábytek paláce reprezentuje věhlasná váza Alhambry – jedinečná ukázka maurského umění keramiky. Je datována do roku 1320 a představuje první maurské období porcelánového umění. Je 1,3 m vysoká, zespodu bílá a smaltování je modré, bílé a zlaté.
Z přilehlých budov spojených s Alhambrou je nejzajímavější Palacio de Generalife (nebo také Gineralife – z maurského Jennat al Arif, „Arifova zahrada“, či také „Architektova zahrada“). Tento letohrádek se datuje přibližně do konce
13. století, avšak byl několikrát přestavěn. Jeho zahrady s živými ploty zastřiženými do podoby jeskyň, fontánami a cypřišovými uličkami mají pověst původního maurského charakteru. [zdroj?] Villa de los Martires (Martyrův letohrádek) na vrcholu Monte Mauror, upomíná svým jménem křesťanské otroky, kteří byli zaměstnáni stavbou Alhambry a taktéž uvězněni v podzemních kobkách. Torres Bermejas (Vermilionské věže), také na hoře Monte Mauror, jsou dobře zachovalou ukázkou maurského opevnění s podzemními nádržemi, konírnami a ubytováním pro 200 mužů. Několik římských náhrobků bylo objeveno v roce 1829 a 1857 na úpatí Monte Mauror.
Na stavbě Alhambry nenajdeme jediný podpis maurských tvůrců, kromě lidské dlaně. Je tu však mnoho odkazů na lidskou tvořivost na renesančních stavbách.

## Další nasrovské paláce

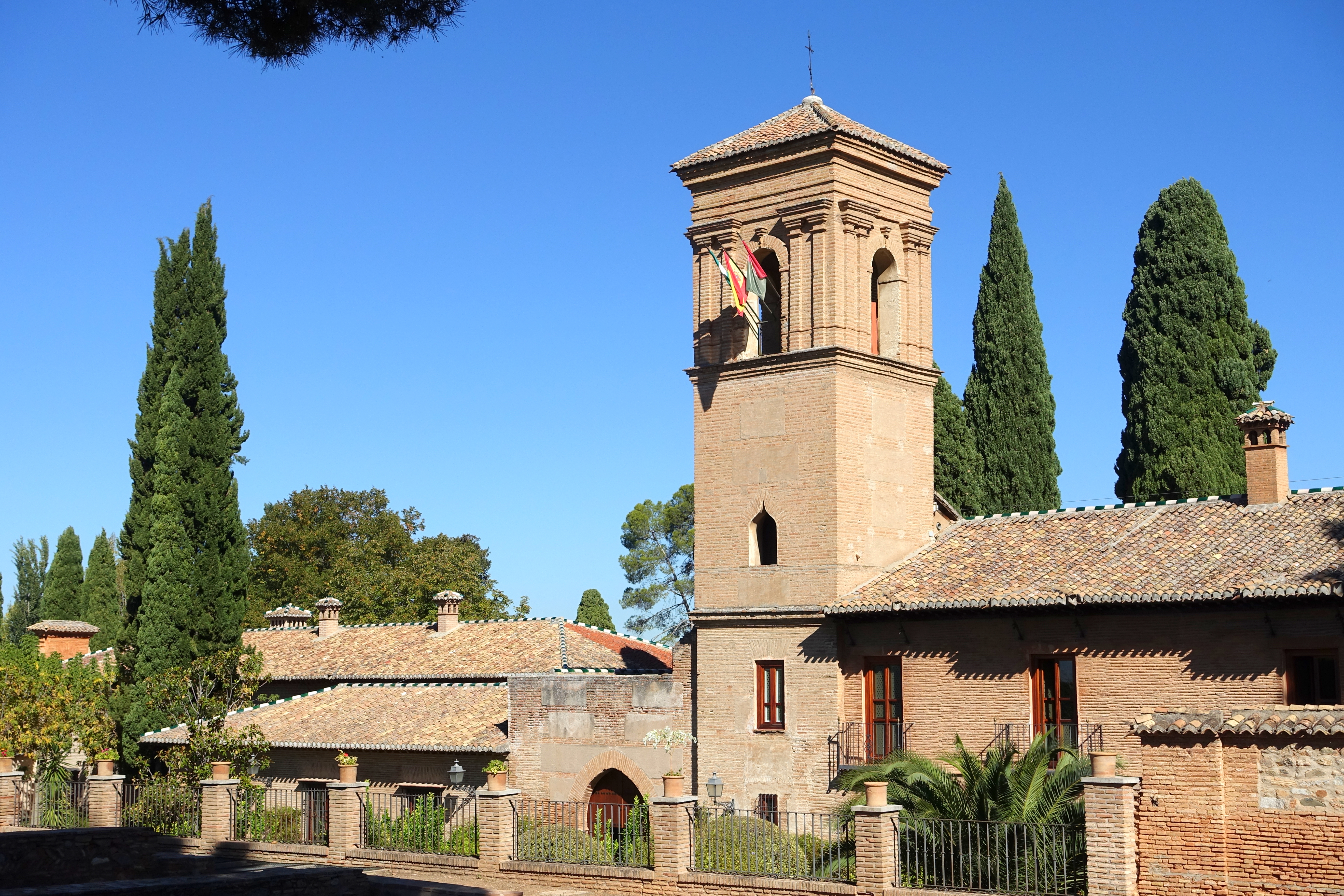
Klášter svatého Františka byl postaven na zbytcích bývalého nasrovského paláce. Budova je nyní Parador (státní hotel).

Kdysi existovaly další tři významné paláce z doby Nasrovců, ale byly v průběhu staletí z velké části zničeny. Dochované zbytky Palacio del Partal Alto („Horní Partalský palác“), známého také jako Palacio del Conde del Tendilla („Palác hraběte z Tendilly“), jsou dnes začleněny do Partalských zahrad. Palác pochází z doby Muhammada II., s pozdějšími renovacemi a úpravami, a je nejstarším palácem v Alhambře, z něhož byly nalezeny stopy.
Palác kláštera svatého Františka (Palacio del Convento de San Francisco, známý také jako Palacio de los Infantes) je pojmenován podle kláštera svatého Františka, který zde byl zřízen v roce 1494. Nasrovský palác zde pravděpodobně poprvé postavil Muhammad II., ale některé dochované nápisy naznačují, že byl významně přestavěn Muhammadem V. Z nasrovské struktury se dnes dochovalo jen málo – obdélníkové nádvoří a několik přilehlých místností, včetně bohatě zdobené komnaty s mukarnasovou klenbou. Královna Isabela I. zde byla původně pohřbena v roce 1504, než bylo její tělo přeneseno do Královské kaple u katedrály. Zbytek dnešní budovy pochází z přestavby kláštera v 18. století a zahrnuje křížové nádvoří. Dnes budova slouží jako Parador (státem vlastněný hotel).
Palác Abencerrajů (Palacio de los Abencerrajes) byl jedním z největších paláců v Alhambře a mohl rovněž pocházet z doby Muhammada II. To, co z paláce zbylo, bylo zničily Napoleonovýy jednotky v roce 1812. Poté se stal součástí opuštěných ruin známých jako Secano. Jeho vykopané pozůstatky jsou dnes viditelné v jižní části komplexu, avšak dosud nebyly plně prozkoumány.

## Různé
Alhambra, Generalife a granadský Albayzin je zahrnut v seznamu světového dědictví UNESCO. Je to také místo děje novely Povídky z Alhambry (Tales of Alhambra) od Washingtona Irvinga. Irving žil v tomto paláci po dobu psaní knihy a stal se tak prostředníkem v znovuuvedení tohoto místa do povědomí širokého publika.